# شهر شراب
شهر شراب فیلمی به کارگردانی و نویسندگی فتح الله منوچهری محصول سال ۱۳۵۵ است.

## خلاصه داستان
نسیم با مادرش ننه رقی در خانه ای عمومی زندگی می‌کنند. دختری به نام بدری، که در همان خانه کار می‌کند، به نسیم علاقه دارد و دختری به نام بدری، که در همان خانه کار می‌کند، به نسیم علاقه دارد. روزی بدری عکس مردی به نام مهرنیا را نشان ننه رقی می‌دهد که به او وعدهٔ ازدواج داده است. ننه رقی اعتراف می‌کند که نسیم حاصل رابطهٔ نامشروع او با مهرنیا است، و در ملاقات با مهرنیا از او می‌خواهد که سر و سامانی به زندگی نسیم بدهد.

### بازیگران
- مرتضی عقیلی
- هاله نظری
- فرزانه داورى
- کامی کسروی
- پروین ملکوتی
- علی‌اکبر گلپایگانی
- سیاوش
- فرهاد حمیدی
- یوسف خلیل پور
- اصغر بانکی
- کیومرث ملک مطیعی
- آرمان
- بهرام وطن‌پرست‏
- فخری خوروش
- نقی فرشباف